# Sisyropa thermophila
Sisyropa thermophila là một loài ruồi trong họ Tachinidae.